# MEG T 1 bis T 8
Die Verbrennungstriebwagen T 1 bis T 8 der Mittelbadischen Eisenbahn-Gesellschaft (MEG) sind dieselmechanische Triebwagen mit der Achsfolge A1. Der T 7 befindet sich heute im Besitz der Interessengemeinschaft Historischer Schienenverkehr e. V. (IHS).

## Geschichte
Der Zwang zur Rationalisierung und Einsparung von Betriebskosten führte in den 1930er Jahren zur Entwicklung von Verbrennungstriebwagen durch verschiedene Hersteller. Besonders erfolgreich war die Waggonfabrik Wismar.
Die Waggonfabrik Gotha, die seit 1931 mehrheitlich zu Orenstein & Koppel gehörte, lieferte 1934 bis 1941 an die MEG insgesamt acht zweiachsige Dieseltriebwagen und damit die größte einheitliche Triebwagenserie für eine deutsche Schmalspurbahn. Diese konnten bei Bedarf einen Beiwagen mitführen und übernahmen so den größten Teil des Personenverkehrs auf dem 115 km langen MEG-Netz zwischen Rastatt und Lahr.
Die Fahrzeuge bewährten sich gut, vor allem bei den Stadtdurchfahrten auf der MEG. Im Laufe der Zeit zeigte es sich, dass die Triebwagen den zunehmenden Verkehr nicht mehr bewältigen konnten, was zur Beschaffung der T 11 sowie T 12 und T 13 mit größerer Motorleistung führte.
Ein Triebwagen wurden während des Zweiten Weltkrieges wegen Kraftstoffmangels mit einer Holzvergaseranlage der Bauart Imbert ausgerüstet, die nach Kriegsende wieder entfernt wurden. Am erhaltenen T 7 ist die an einem Wagenende verlängerte Pufferbohle ein Teil des damaligen Umbaus. Ursprünglich dunkelblau/elfenbein gehalten, wurden die Triebwagen ab Anfang der 1960er Jahre rot lackiert.
Im Oktober 1953 brannte die Werkstatt der MEG in Schwarzach mit dem darinstehenden T 8. Der Triebwagen wurde danach wieder aufgebaut.
Durch den wachsenden Straßenverkehr wurden die Züge in den Ortschaften immer mehr zum Verkehrshindernis. Mit dem Schrumpfen des MEG-Netzes begann die Ausmusterung der Triebwagen. Bereits 1947 wurde der T 2 als erster ausgemustert. Ab 1962 setzte die Ausmusterungswelle ein. Als letzter seiner Bauart war der 1939 unter der Fabriknummer 28585 gebaute T 7 bis zur Einstellung des Personenverkehrs auf der MEG am 26. September 1970 im Einsatz und fuhr noch zwei Jahre als Dienst- und Stückguttriebwagen, 1972 erwarb ihn die IHS. Seit 2015 befindet er sich in Aufarbeitung.

## Konstruktive Merkmale
Die Fahrzeuge entsprachen den Grundsätzen des Leichtbaues der damaligen Zeit. Der aus Profilen und Blechen geschweißte Wagenkasten hatte eingezogene Stirnenden. Die Konstruktionsform bot den Waggonfabriken die Möglichkeit, Varianten der Fahrzeuge auf Kundenwunsch zu fertigen. Die nach außen aufzuschlagenden Drehtüren konnten bei Bedarf durch einen zusätzlichen Flügel in der lichten Weite vergrößert werden.
Die Maschinenanlage, bestehend aus dem Daimler-Benz-Motor OM 65 und dem Mylius-Getriebe, war unterflur angeordnet und trieb über Gelenkwellen eine Achse des Triebwagens an. Zur Ausstattung der Wagen gehörten weiterhin eine Ofenheizung, elektrische Beleuchtung, Warnpfeife sowie Läutewerk, indirekte Bremse sowie die bei der MEG verwendete Zug- und Stoßeinrichtung mit Mittelpuffer und dem darunter liegenden Zughaken. Weiter besaßen sie seitliche Zughaken.